# Direction de la Sûreté du Territoire
Pour les articles homonymes, voir DST (homonymie).
La Direction de la Sûreté du Territoire (DST) est un service de renseignement intérieur sénégalais, sous la tutelle du ministère de l'Intérieur.
Elle avait succédé à la Direction de la Sûreté de l’Etat au début des années 2000. Depuis 2014, elle est placée sous la tutelle de la nouvelle Délégation générale au Renseignement national.